# Eero Tarasti
Eero Aarne Pekka Tarasti, né le 27 septembre 1948 à Helsinki, est un musicologue et sémioticien finlandais, exerçant actuellement en tant que professeur à l'université d'Helsinki. En 2014 il est décoré du doctorat honoris causa par l'université Aix-Marseille.

## Biographie
Il obtient son diplôme de docteur à l'université d'Helsinki en 1978. Le sujet de sa thèse portait sur les compositeurs Richard Wagner, Jean Sibelius et Igor Stravinsky. Tarasti a ensuite été embauché à l'université de Jyväskylä entre 1979 et 1984, où il sera nommé professeur d'éducation artistique en 1979 et professeur en musicologue en 1983. En 1984, il obtient une place de professeur en musicologie à Helsinki. Tarasti a occupé les postes de présidents dans de nombreuses associations de sémiotique et de musique depuis les années 70. Il a écrit et édité de nombreux ouvrages consacrés aux approches sémiotiques de la musique. Il est président de l'Association internationale des études sémiotiques (IASS-AIS) depuis 2004.
Il est l'initiateur du mouvement de la narratologie musicale, poursuivi par Márta Grabócz en France. Ce mouvement, qui cherche à étudier les "topiques" musicaux comme marques d'une narrativité musicale, a subi beaucoup de critiques, notamment de la part de Jean-Jacques Nattiez qui lui reproche une approche beaucoup trop littéraire de la musique, mais aussi trop ambiguë (l'ambiguïté se trouve en fait dans le statut intrinsèque ou extrinsèque donné à la narrativité par rapport à la musique).

## Publications
- La musique comme langage I–II (ed.) (1987–88)
- La sémiotique musicale (1996)
- La musique et les signes, Précis de sémiotique musicale(2006)
- Fondements d'une sémiotique existentielle (2009)
- Le secret du professeur Amfortas  (2000)
- (en) Myth and Music. A Semiotic Approach to the Aesthetics of Myth in Music, especially that of Wagner, Sibelius and Stravinsky (1979)
- (en) Semiotics of Music (ed.) (1987)
- (en) Heroes of Music (1988)
- (en) Center and Periphery (ed.) (1990)
- (fi) Johdatusta semiotiikkaan: Esseitä taiteen ja kulttuurin merkkijärjestelmistä (1990)
- (en) Sémiologie et pratiques esthetiques (ed.) (1991)
- (en) Semiotics of Finland (ed.) (1991)
- (en) On the Borderlines of Semiosis (ed.) (1992)
- (fi) Romantiikan uni ja hurmio: Esseitä musiikista (1992)
- (en) A Theory of Musical Semiotics (1994)
- (en) Musical Signification (ed.) (1995)
- (fi) Esimerkkejä: Semiotiikan uusia teorioita ja sovelluksia (1996)
- (fi) Heitor Villa-Lobos ja Brasilian sielu (1996)
- (en) Musical Semiotics in Growth  (ed.) (1996)
- (en) Semiotics of Music (ed.)
- (en) Musical Signification: Between Rhetoric and Pragmatics (ed.) (1998)
- (en) Snow, Forest, Silence: The Finnish Tradition of Semiotics (ed.) (1998)
- (fi) Eero ja Hannu: Tutkijanalkujen koulu- ja opiskeluvuosien kirjeenvaihtoa 1961–1976 (1998)
- (en) Existential Semiotics (2000)
- (en) Signs of Music (2002)
- (fi) Musiikin todellisuudet: Säveltaiteen ensyklopedia. Kirjoituksia vuosilta 1980–2003 (2003)
- (fi) Arvot ja merkit: Johdatus eksistentiaalisemiotiikkaan (2004)
- (en) Semiotics of Classical Music: How Mozart, Brahms and Wagner Talk to Us (2012)
- (fi) Musiikki ja humanismi — Suomen saloilta Pariisin salonkeihin: Esseitä vuosilta 2003–2013 (2013)